# Certima triumbrata
Certima triumbrata är en fjärilsart som beskrevs av Paul Dognin 1913. Certima triumbrata ingår i släktet Certima och familjen mätare. Inga underarter finns listade i Catalogue of Life.